# 월귤
월귤(Vaccinium vitis-idaea, 越橘)은 속씨식물인 진달래과의 작은 상록수의 관목으로 과실수를 맺는다. 원산지는 북부 유라시아 대륙과 북미로 온대기후에서 북극에 가까운 기온에서 자란다. 월귤은 대한민국에서도 자라는 것으로 보고되며, 땃들쭉이라고도 부르며, 북한에서는 땅들쭉이라 부른다.
베리류 중 하나다.
월귤은 영어 문화권에서 '링곤베리(lingonberry)', '카우베리(cowberry)', 혹은 '폭스베리(foxberry)', '마운틴 크랜베리(mountain cranberry)', '로부시 크랜베리(lowbush cranberry)' 등으로 부르며, 캐나다의 뉴펀들랜드 래브라도주에서는 '파트리지베리(partridgeberry)'라고 부른다.
월귤은 거의 재배되지 않지만, 야생에서 과실을 주로 얻는다.

## 용도

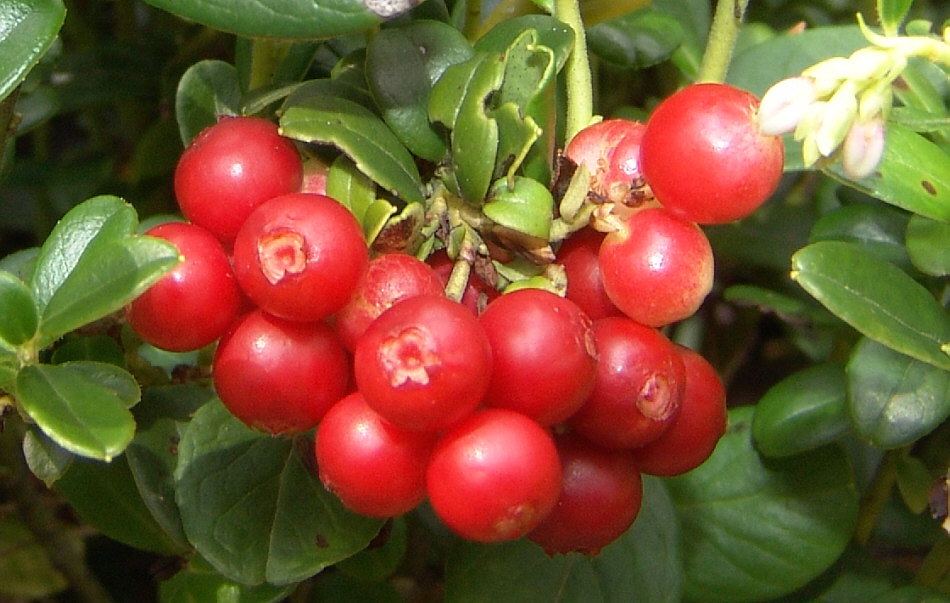
월귤 열매

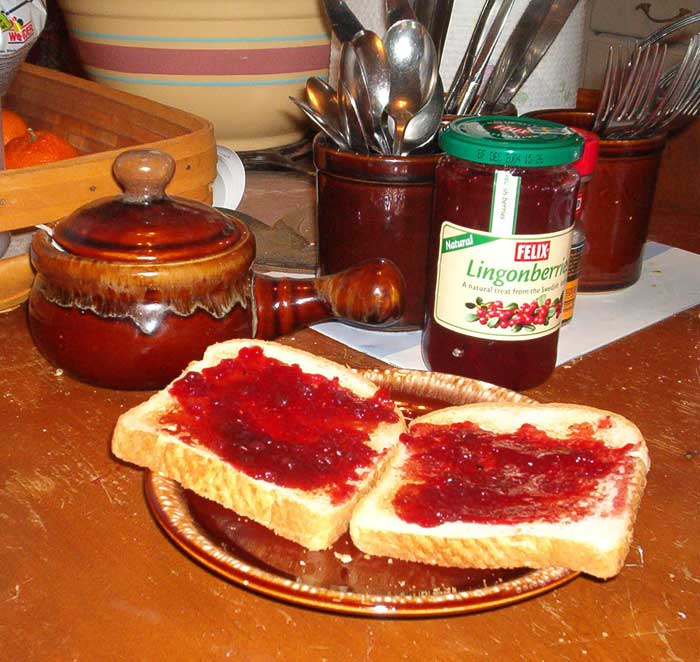
월귤잼

야생에서 채집한 월귤은 북부, 중앙, 동부 유럽, 특히 핀란드, 노르웨이, 덴마크, 스웨덴, 발트해 국가, 폴란드, 슬로바키아, 카렐리아, 러시아 등에서 인기있는 과일로, 공유지이나 사유지에서 유럽의 전통인 "자유 산책"에 따라 채집될 수 있다. 월귤은 상당히 시큼한 편이라, 월귤잼, 주스, 콩포트, 시럽 등의 형태로 먹기 전에 월귤은 거의 항상 조리되거나, 당화해서 먹는다.